# Czerwony Dwór (Węgorzewo)
Czerwony Dwór (deutsch Rothof) ist ein Dorf in der polnischen Woiwodschaft Ermland-Masuren, das zur Stadt- und Landgemeinde Węgorzewo (Angerburg) im Powiat Węgorzewski (Kreis Angerburg) gehört.

## Geographische Lage
Czerwony Dwór liegt im Nordosten der Woiwodschaft Ermland-Masuren, zwei Kilometer in nordöstlicher Richtung vom Zentrum der Kreisstadt Węgorzewo (Angerburg) entfernt.

## Geschichte
Das bis zum 10. Oktober 1864 Abbau Schweiger genannte kleine Dorf war bis 1945 ein Wohnplatz der Stadtgemeinde bzw. Stadt Angerburg. Es bestand im Wesentlichen aus zwei großen Höfen.
Im Jahr 1945 kam die Stadt Angerburg in Kriegsfolge mit dem gesamten südlichen Ostpreußen zu Polen. Rothof erhielt in wortgetreuer Übersetzung den polnischen Namen Czerwony Dwór. Der Ort ist heute Sitz eines Schulzenamtes (polnisch Sołectwo) als eine Ortschaft im Verbund der Stadt- und Landgemeinde Węgorzewo im Powiat Węgorzewski, bis 1998 zur Woiwodschaft Suwałki, seither zur Woiwodschaft Ermland-Masuren zugehörig.

## Religionen
Kirchlich war damals Rothof und ist heute auch Czerwony Dwór nach Angerburg hin orientiert. Damals gehörte es zur evangelischen Pfarrkirche Angerburg in der Kirchenprovinz Ostpreußen der Evangelischen Kirche der Altpreußischen Union bzw. zur katholischen Angerburger Kirche Zum Guten Hirten im Bistum Ermland. Heute ist es Teil der Kirche St. Peter und Paul in Węgorzewo im Bistum Ełk (Lyck) der Römisch-katholischen Kirche in Polen bzw. der evangelischen Kirchengemeinde in Węgorzewo, die heute eine Filialgemeinde der Pfarrei Giżycko (Lötzen) in der Diözese Masuren der Evangelisch-Augsburgischen Kirche in Polen ist.

## Verkehr
Czerwony Dwór liegt südöstlich der polnischen Woiwodschaftsstraße DW 650 (einstige deutsche Reichsstraße 136) und ist von Węgorzewo aus über eine Nebenstraße nach Wysiecza (Waldheim) und Wola (Freyhof) zu erreichen. Seit der Betriebsaufgabe vieler Bahnstrecken im Gebiet um Węgorzewo ist die Bahnanbindung Czerwony Dwórs an die nächstgelegene Bahnstation in der Kreisstadt erloschen.